# 般舟院
般舟院（はんじゅういん）は、京都市上京区般舟院前町にあった天台宗の寺院。般舟三昧院とも称する。山号は指月山。本尊は阿弥陀如来。2018年現在は西圓寺という単立の寺院となっている。

## 歴史
室町時代中期の応仁の乱の後、後土御門天皇の発願により恵徳上人善空を開山として伏見（京都市伏見区）指月山に建立、勅願寺とされた。しかし、文禄3年（1594年）から本格的に始められた豊臣秀吉による伏見城の築城工事に伴って、西陣に移転した。
江戸時代には、禁裏道場として御所直属の天台・真言・律・禅の四宗兼学の道場として栄え、東山の泉涌寺とともに皇室の香華院であった。二尊院・遣迎院・廬山寺とともに御黒戸四箇院のひとつでもあった。
敷地は現在の嘉楽中学校の全域とその西隣にある般舟院陵をも含む広大な広さを誇っていたが、明治維新後の神仏分離令に伴い、皇室からの下付金がなくなったことなどにより衰微し、敷地の大部分は明治10年（1877年）に嘉楽小学校（現在の嘉楽中学校）となった。
皇室歴代の尊牌を安置していた。しかし、その維持も存続も難しくなった明治4年（1871年）に、尊牌は泉涌寺霊明殿に移されて安置されることとなった。
般舟院の遺物として天明3年（1783年）建立の正門と講堂が残っていたが、1923年（大正12年）に発生した関東大震災により大破した鎌倉の建長寺からの要請で、建長寺へ寄付するこことなり、1943年（昭和18年）に移築された。現在、それぞれ正門は建長寺の総門に、講堂は方丈となっている。
2011年11月の新聞各紙の報道によると、般舟院の土地と建物は競売にかけられて他の法人に所有権が移っており、重要文化財指定の仏像2体も京都市内の他の寺院に保管されているという。
さらに、この一連の競売問題に絡み、競売に絡んで解職された般舟院の元住職が、重要文化財の仏像2体を無断で持ち出し隠匿していたとして、2012年7月9日に文化財保護法違反容疑で書類送検された。

## 文化財

### 般舟院旧蔵の重要文化財
- 木造阿弥陀如来坐像
- 木造不動明王坐像

前述のとおり、上記の2体の仏像は2011年に京都市内の他の寺院に移されている。両像とも般舟院の創建より古い平安時代の作である。不動明王坐像は長らく東京国立博物館に寄託されていた。

## 般舟院陵
般舟院陵（はんしゅういんのみささぎ）。はじめは伏見にあったが、般舟院の移転と同時に現在地に移された。後花園天皇、後土御門天皇、後奈良天皇、後柏原天皇の母源朝子など14墓からなる。
後白河天皇第３皇女式子内親王の墓所と伝わる「式子内親王塚（のりこないしんのうのつか）」は般舟院陵の左側にあり、般舟院陵が移転してくる前からあったと伝えられている。

## 所在地
京都府京都市上京区今出川通千本東入般舟院前町151（旧所在地）